# Oberschur (Krombach)
Oberschur ist ein Gemeindeteil der Gemeinde Krombach im unterfränkischen Landkreis Aschaffenburg in Bayern.

## Geographie
Das Dorf Oberschur liegt im Kahlgrund am Rande des Spessarts auf 320 m ü. NN. Es hat 162 Einwohner (Stand August 2024). Der Ort befindet sich zwischen Dörnsteinbach und Hauenstein.

## Name
Der Name Oberschur geht auf das Wort Schar zurück (siehe auch Pflugschar). Der Zusatz Ober unterscheidet ihn vom Ort Unterschur talabwärts. Im Volksmund wird der Ort „Öwwerschoar“ genannt.

## Geschichte
Am 1. Juli 1862 wurde das Bezirksamt Alzenau gebildet, auf dessen Verwaltungsgebiet Oberschur lag. 1939 wurde wie überall im Deutschen Reich die Bezeichnung Landkreis eingeführt. Oberschur gehörte nun zum Landkreis Alzenau in Unterfranken (Kfz-Kennzeichen ALZ). Mit Auflösung des Landkreises Alzenau im Jahre 1972 kam Oberschur in den neu gebildeten Landkreis Aschaffenburg (Kfz-Kennzeichen AB).

## Sonstiges
- Teilweise wird die Telefonvorwahl des Marktes Mömbris in Oberschur verwendet.